# 駒澤晴信
駒澤 晴信（こまざわ はるのぶ、1988年3月7日 - ）は、日本のファッションモデル、俳優。千葉県出身。モデルとしての活動名はHAL（ハル）。STANFORD GROUP所属。かつてはバークインスタイルに所属していた。
2022年より海外にも活動の場を広げている
香港　PRIMO MODELS https://www.primomgt.com.hk/#!/profile/?id=3200
南アフリカ　TWENTY MODEL MANAGEMENT https://www.20management.co.za/portfolio/men/directs/2016779/haru-k

## 出演

### 広告
- 無印良品「麻の衣類」[1]
- 無印良品「muji to go 2017、18」
- ploomtech2018年
- ランドネ&PARCO「アウトドア流のデイリーコーディネート」
- FILA&ガンダム 韓国
- anello®︎tokyo
- IKEA船橋店
- D'URBANダーバン2021

### 雑誌
- JJ（2019年5月号）[3]
- ゼクシィ（2018年11月号/2019 Spring & Summer）[4][5]
- GQ（2018年15th Anniversary Special Edition）[6]
- PEAKS（2018年4月号）[7]
- an・an（2017年no2042、2020年no2072）
- smart (雑誌)（2018年3月号）
- with（2017年4月号）
- Begin（2018、19年11月号）

### 映画
- ミゾロギミツキを探して（2018年 ニューシネマワークショップ） - 阿川瞬 役

### ドラマ
- 全裸監督（シーズン2）第二話（2021年 Netflix） - レイニードックス　ジュンくん 役

### CM
- 晩餐館焼肉のたれ「男と女と焙煎にんにく」（日本食研）[1][動画 1]
- Banニオイブロックロールロックオン「ふとした瞬間」篇（LION）[動画 2]
- リアップ「ミュージアム」篇（大正製薬）[動画 3]
- サクセス「髪の将来設計」篇（花王）[動画 4]
- muji to GO 2016（無印良品）[動画 5]

### 動画
1. ↑  “日本食研 晩餐館焼肉のたれ 焙煎にんにくCM”.   YouTube. 2020年1月14日閲覧。
2. ↑  “トリンドル玲奈、スマートな"オトナOL"に ライオン制汗剤『Banニオイブロックロールロックオン』新CM「ふとした瞬間」篇”.   YouTube. 2020年1月14日閲覧。
3. ↑  “水谷豊さん出演 リアップCM「ミュージアム」篇”.   YouTube. 2020年1月14日閲覧。
4. ↑  “KITAMURA KAZUKI/北村一輝 花王サクセス「髪の将来設計」篇”.   YouTube. 2020年1月14日閲覧。
5. ↑  “muji to go 2016”.   YouTube. 2020年1月14日閲覧。